# Pippi Pelikan
Pippi Pelikan var en svensk barnserie, som första gången sändes hösten 1989 och även var Sveriges Televisions jullovsmorgon under jularna 1990 och 1991. Som jullovsmorgon sändes programmet respektive år från december till januari. Tina Sundström spelade Pippi Pelikan, i de senare avsnitten ersatt av Louise Raeder. De flesta avsnitten var inspelade i Katarinahissen i Stockholm. Det omfattade 360 minuter (6 timmar).

## Medverkande
- Tina Sundström
- Louise Raeder
- Caroline Rauf
- Stig Grybe
- Björn Linnman
- Gino Samil
- Margareta Heed